# Margo Dames
 (novembre 2018).
Si vous disposez d'ouvrages ou d'articles de référence ou si vous connaissez des sites web de qualité traitant du thème abordé ici, merci de compléter l'article en donnant les références utiles à sa vérifiabilité et en les liant à la section « Notes et références ».
Margo Dames, née le 1er septembre 1963 à Leeuwarden, est une actrice néerlandaise.

## Filmographie
- 1989 : Steil achterover (nl) : Bibi
- 1989 : Leedvermaak (nl) : Janna
- 1991 : Eline Vere : Stem van Eline
- 1991 : Bij nader inzien : Marijke
- 1992 : Ha, die Pa! (nl) : Zita
- 1995 : Antonia et ses filles : Therese
- 1996 : La Robe, et l'effet qu'elle produit sur les femmes qui la portent et les hommes qui la regardent de Alex van Warmerdam : Hôtesse de l'air[2]
- 1998 : Madelief, krassen in het tafelblad (nl) de Ineke Houtman[3]
- 2001 : L'Ascenseur : Niveau 2 : instructrice d'aérobic
- 2001 : Inspecteur de Cock (Baantjer) : Barbara Nielsen
- 2004 : Matzes de Margien Rogaar[4]
- 2007 : Timboektoe (nl) : Valerie en Anoek
- 2009 : High School Musical : Juffrouw Darbus
- 2009 : Julia's Hart : Lilian Staalmeester
- 2009 : De Co-assistent (nl) : Kim Lodeizen
- 2009 : Flikken Maastricht : Mevrouw de wind
- 2009 : Happy End : une cliente du restaurant
- 2010 : 13 in de oorlog (nl) : Madeleine de klerk
- 2012 : Feuten (nl) : Anna van Genugten
- 2014 : Secrets of War (nl) de Dennis Bots : Mevrouw Nijskens[5]
- 2016 : Grijs is ook een kleur de Marit Weerheijm[6]